# Villino Ravazzini
Il villino Ravazzini è un edificio in stile liberty, situato a Firenze in via Scipione Ammirato 101.
Questa zona, retrostante piazza Beccaria, è un quartiere ottocentesco, contraddistinto dalla presenza di numerosi villini - tipologia edilizia propria della residenza piccolo e medio borghese del primo Novecento - e delle residenze di diversi artisti fiorentini (Chini, Tofanari, Vannetti) che nei primi venti anni del Novecento scelsero questo quartiere per fissarvi la loro dimora o il loro studio. Attiguo al villino Ravazzini si trova anche il villino Broggi-Caraceni, dello stesso architetto Michelazzi.

## Storia
Costruito per conto di Ettore Ravazzini su progetto di Giovanni Michelazzi, il villino venne terminato presumibilmente nel 1907, come farebbe pensare la data del rilascio (5 marzo 1907) del permesso di allacciamento degli scarichi alla fogna stradale dell'allora via Tommaseo.
Le decorazioni ceramiche in facciata, ideate dal Michelazzi, furono realizzate dalla Manifattura Fontebuoni-Arte della Ceramica di Galileo Chini. Il villino fu acquistato dalla famiglia Vigna nel 1942.

## Architettura
Arretrato rispetto al filo stradale dal quale è separato da una recinzione con due cancellate in ferro battuto di raffinato disegno, il villino, di impianto regolare circondato da un piccolo resede, si qualifica essenzialmente per la qualità formale e la perfetta integrazione degli elementi decorativi nell'impaginazione della facciata principale.
L'intero fronte, che presenta alla base una lunga terrazza rialzata da sette gradini, è tripartito da quattro lesene a tutt'altezza, caratterizzate a mo' di pilastri fino all'imposta degli archi ciechi che coronano le porte-finestre del piano terreno; superiormente le lesene sono qualificate dall'inserimento di elementi decorativi (fiocchi e cartelle), snellite fino al sottogronda e concluse da una sorta di trifoglio con ricciolo, ai lati del quale sono applicate le eleganti, leggerissime mensole in legno traforato di sostegno della gronda.
Interpretata con grande raffinatezza, quest'ultima costituisce un elemento di forte caratterizzazione della facciata per il suo notevole aggetto, per il rivestimento in legno del sottogronda e per il coronamento a piccole volute formate dai ferri di ancoraggio della doccia.
Nei tre settori delimitati dalle lesene, trattati con un rivestimento a fasce orizzontali per tutto il pian terreno e, oltre la piatta cornice marcapiano, ad intonaco liscio, sono collocate le aperture, commentate dai pannelli in ceramica policroma con motivi floreali. Al piano terreno i pannelli ceramici sono inseriti nelle campiture verticali che affiancano le porte-finestre, mentre al primo piano rimarcano il settore dei parapetti, sottolineando la sinuosa cornice del davanzale. Si ripetono infine in un'alta fascia a coronamento delle finestre rettangolari del primo piano, delimitata superiormente dal cornicione sottogronda. Quest'ultimo raccorda anche le facciate laterali che tuttavia non presentano elementi di rilievo.
Sulla facciata est si ripete al primo piano la triplice scansione delle tre finestre rettangolari con di cornice superiore, mentre nella facciata ovest si apre un portoncino, coperto da una tettoia in legno e laterizio di struttura tradizionale, aggiunta negli anni '50, e sormontato da un ampio finestrone chiuso da una grata a protezione dei vetri piombati e colorati, realizzati di recente, che danno luce alla scala interna. La facciata posteriore, al pari delle altre semplicemente intonacata, ripropone la triplice scansione delle aperture, con una porta-finestra al piano terreno e due porte-finestre al primo piano, aperte su un balcone aggiunto negli anni '50.
Si accede all'interno del villino sia dal portoncino laterale sia dalla porta-finestra centrale del fronte principale. Gli ambienti interni sono distribuiti intorno allo spazio del vano scala, aperto e illuminato dal finestrone laterale, e non recano traccia delle decorazioni originarie che presumibilmente si orchestravano sui toni dell'azzurro, dato che il villino era conosciuto con l'appellativo di "Villino Azzurro".

## Fortuna critica
Oggetto di una rivalutazione critica attuata negli ultimi trent'anni insieme all'intera produzione architettonica di Giovanni Michelazzi, il piccolo, elegante fabbricato, tra i primi costruiti dal Michelazzi stesso, affida la propria qualificazione al "rapporto tra organismo totale e dettaglio", opponendo alla apparente semplicità dell'insieme dettagli decorativi la cui "invenzione e qualità formale" ne costituiscono gli "elementi qualificanti in senso liberty" (Cresti, 1978).